# Shkarashnik
Shkarashnik / Skorošnik (cyr. Скорошник) – wieś w Kosowie, w regionie Prizren, w gminie Malishevë/Mališevo. W 2011 roku liczyła 971 mieszkańców. 